# Хвастек, Роберт
Ро́берт Хва́стек (пол. Robert Chwastek); 11 сентября 1988, Хожув, Польша) — польский футболист

## Карьера
Выпускник КС «Стадион Силезский» (Хожув). Выступал за клубы «Юзефка» Хожув, «Зантка» Хожув, УКС СМС «Лодзь», УКС СМС «Балучи», ГКС Белхатув, «Висла» Плоцк, Дольцан Зомбки.
Сезон 2008/09 начал в «Висле» Плоцк, где сыграл 27 матчей в I лиге и 2 в Кубке Польши. В Плоцке дебютировал 9 августа 2008 в выигранной встречи 3:1 против ГКС «Катовице». Первый гол в I лиге забил на 50 минуте проигранной встрече с «Мотором» в Люблине, которая закончилась со счетом 2:1.
В 2013 году перешёл в Рух Хожув.